# Samsung Galaxy Note 8.0
Samsung Galaxy Note 8.0 là máy tính bảng 8-inch chạy hệ điều hành Android sản xuất và phân phối bởi Samsung Electronics. Nó thuộc thế hệ thứ hai của dòng Samsung Galaxy Note series, bao gồm bản 10.1-inch, Galaxy Note 10.1 2014 Edition. Nó được công bố vào 23 tháng 2 năm 2013, và phát hành tại Mỹ vào 11 tháng 4 năm 2013. Không giống như máy tính bảng 10.1 inch, Galaxy Note 8.0 có kích thước mới trong dòng Note, nó cũng hỗ trợ bút stylus S-Pen của Samsung. Nó là máy tính bảng 8-inch đầu tiên của Samsung và sau đó phát hành một phiên bản cấp thấp hơn, Samsung Galaxy Tab 3 8.0.

## Lịch sử
Galaxy Note 8.0 được công bố vào 23 tháng 2 năm 2013. Nó được ra mắt cùng với Galaxy S4 tại 2013 Mobile World Conference. Samsung xác nhận rằng Galaxy Note 8.0 sẽ được phát hành tại Mỹ vào 11 tháng 4, với giá $399.99 cho bản 16GB.

## Tính năng
Galaxy Note 8.0 được phát hành với Android 4.1.2 Jelly Bean. Bản nâng cấp lên Android 4.2.2 Jelly Bean có sẵn tại một số vùng thông qua OTA và Samsung Kies. Vào tháng 2 năm 2014, Samsung đề cập Galaxy Note 8.0 vào danh sách cập nhật lên Android 4.4 Kit Kat.
Samsung tùy biến với giao diện TouchWiz UX. Cũng như ứng dụng từ Google, bao gồm Google Play, Gmail và YouTube, cho phép truy cập ứng dụng Samsung như ChatON, S Note, S Suggest, S Voice, S Translator, S Planner, Smart Remote, Smart Stay, Multi-Window, Group Play, và All Share Play.
Galaxy Note 8.0 có sẵn bản WiFi, 3G & WiFi, và biến thể 4G/LTE & WiFi. Bộ nhớ từ 16 GB đến 32 GB tùy theo mẫu, với khe thẻ nhớ mở rộng microSDXC. Nó có màn hình 8-inch WXGA TFT với độ phân giải 1.280x800 pixel. Nó có máy ảnh trước a 1.3 MP không flash và 5.0 MP AF máy ảnh chính. Nó có thể quay video HD.

## Liên kết
- Website chính thức